# 海澄战役
海澄战役是郑成功率领南明军队在抵抗清朝军队中取得的一场战斗胜利。

## 经过
永曆七年(1653年)五月，清平南将军固山额真金砺率领清军进攻郑成功部队的沿海基地海澄。一开始，清军集中铳炮密集轰炸明军前沿阵地，明军的防御工事大部被毁，部队损失不小。鄭成功為了鼓舞士氣，親自冒著危險登上敵臺觀察敵軍陣勢。郑成功组织部分军队反击，但被击退。初七，金砺下令清军全线进攻，但是他的企图之前被郑成功识破，郑成功已经派部下在护城河沿岸埋下大批火药。明军等到清军大部过河进入雷区后，随即点燃引线引爆火药，过河清军大部分被烧死。郑成功令部将甘辉发动全面反攻，清军大败，金砺率领残余清军狼狈逃回漳州，明军取得了海澄战役的胜利。

## 影响
海澄战役沉重打击了福建清军主力，战后金砺被清廷召回北京，而郑成功以战功被永历帝封为延平郡王。